# Lijst van spelers van DHC
Dit is een lijst van voetballers die minimaal één officiële wedstrijd hebben gespeeld in het eerste elftal van de Nederlandse voormalig betaaldvoetbalclub DHC of DHC '66.

## A
- Van de Akker
- Henk Angenent
- Henk Aukes

## B
- Dirk Bavelaar
- Daan den Bleijker
- Eddy Blok
- Wim Bodde
- Piet Boekee
- Van den Bogaart
- Henny van de Boogert
- Piet Boot
- Joop Born
- Jan Borsje
- Jo Bos
- Jan Brinkhof
- Aad de Bruin
- Willem van Buuren

## C
- Joop Canten
- Paul Collombon

## D
- Aad van Deelen
- Darius Dhlomo
- Hans Dorjee

## E
- Herman van den Engel
- Henny den Engelse

## F
- Joop Fluit

## G
- Niek Gahrmann
- Cor van Galen
- Lies van Geest
- Janus van der Gijp
- Jur van der Gijp
- Wim van der Gijp
- Kees Glaudemans
- Leo Gorissen
- Henny Gouw
- J. Grootscholten

## H
- Nico Halbe
- Jan van Holst
- Leen Hubert
- P. Huijer

## J
- Chiel Jansen
- Karel Jansen
- Aad Jense

## K
- Nelis Kalden
- Klein
- Gerrit van der Klooster
- Kok
- Chris Kronshorst
- Thijs Kwakkernaat

## L
- Piet Lagarde
- De Lange
- Gerrit Lupker

## M
- Maarten van Maanen
- Peter van der Meer
- André Meijer
- Michiels
- Leo Middendorp
- Jan van Miert
- Piet van Miert
- Zoltán Molnár
- Johannes Mommers
- Leo Mulhuijzen

## N
- Joop Niezen
- Wim Noordam

## O
- Hans van Oort

## P
- Ben van Peppen
- Pieters

## R
- Wim Reijers
- Lex Rijnvis
- Sjaak Roggeveen

## S
- Wienus Schook
- Carol Schuurman
- Van der Sloot
- Spijk
- Frans Stallen
- Tinus Stok

## T
- Wim Tetteroo

## V
- Jan van de Velden
- Piet Verhagen
- Jan Verhoek
- Vink

## W
- Chris Willemsen
- Piet van Willigen
- De Wit
- Arie de Wit

## Z
- Piet Zeegers